# Aleksandr Amilachwari
Aleksandr Władimirowicz Amilachwari, ros. Александр Владимирович Амилахвари (ur. 8 listopada?/20 listopada 1879 w Carskim Siole, zm. 21 sierpnia 1968 w Nowym Jorku) – rosyjski wojskowy (pułkownik), emigracyjny działacz kombatancki, publicysta, ochotnik wojsk frankistowskich w latach 1936–1939.

## Życiorys
Pochodził z gruzińskiego rodu książęcego. Ukończył korpus kadetów w Tyflisie, zaś w 1899 r. Korpus Paziów. Służył w 1 Kizliaro-Grebienskim Pułku Kozackim. W 1902 r. przeszedł do 3 Terskiej Sotni Kozackiej Carskiej Straży Przybocznej. W 1909 r. awansował do stopnia podesauła. W 1910 r. odznaczono go Orderem Św. Stanisława 3 klasy. W 1912 r. przeniesiono go do rezerwy kawalerii gwardii ujezdu petersburskiego z przeawansowaniem w sztabsrotmistrza. Brał udział w I wojnie światowej. Od grudnia 1915 r. służył w Tatarskim Pułku Konnym. Dowodził sotnią pułku. W 1917 r. awansował na pułkownika gwardii. Sformował i objął dowodzenie Gruzińskiego Pułku Konnego. Po rewolucji październikowej 1917 r., powrócił do Tyflisu. Podjął pracę we francuskim Stowarzyszeniu „Optorg”. Na pocz. 1921 r. wyjechał do Konstantynopola. Następnie zamieszkał w Paryżu. Pracował w fabryce. W 1924 r. wstąpił do loży masońskiej „Złote Runo”, zaś w 1926 r. „Prometeusz”. W I poł. lat 30. pisał artykuły do emigracyjnego pisma „Kawkaz”. Po wybuchu wojny domowej w Hiszpanii w poł. lipca 1936 r., przedostał się nielegalnie do tego kraju, wstępując do wojsk gen. Francisco Franco. W lutym 1954 r. wyemigrował do Peru. W 1957 r. przeniósł się do USA. Objął funkcję przewodniczącego oddziału Związku Rosyjskich Inwalidów Wojennych w Nowym Jorku.